# زیویر وودز
آستین واتسون (انگلیسی: Austin Watson) زادهٔ ۴ سپتامبر ۱۹۸۶ کشتی‌گیر کشتی حرفه‌ای، و یوتیوبر اهل ایالات متحده آمریکا است.
از فیلم‌هایی که او در آن نقش داشته‌است شمارش معکوس است.